# 凱迪·拉蘭恩
凱迪·拉蘭恩（1992年4月22日—）為海地男子籃球運動員，場上主打中鋒位置，現效力於台灣職業籃球大聯盟高雄全家海神。

## 職業生涯
2015年6月25日，拉蘭恩在2015年NBA选秀以第二輪第55順位被圣安东尼奥马刺選中。10月30日，拉蘭恩被指派至奥斯汀马刺。
2017年8月19日，拉蘭恩加盟意大利篮球甲级联赛布林迪西。
2018年8月17日，拉蘭恩加盟西班牙篮球甲级联赛曼雷薩。
2021年3月25日，圣安东尼奥马刺將拉蘭恩議約權交易至金州勇士，換取馬奎斯·克里斯與現金。7月4日，拉蘭恩加盟韓國籃球聯賽水原KT音速彈。
2022年4月28日，拉蘭恩加盟西班牙篮球甲级联赛聖帕羅布哥斯。
2024年6月27日，拉蘭恩加盟韓國籃球聯賽安養正官庄赤紅火箭。
2025年1月10日，安養正官庄赤紅火箭將拉蘭恩交易至釜山KCC宙斯盾，換取德翁特·伯頓。8月3日，拉蘭恩加盟台灣職業籃球大聯盟高雄全家海神，中文登錄名為「凱帝」。

## 外部連結
- 凱迪·拉蘭恩在fiba.basketball（英语）
- 凱迪·拉蘭恩在NBA G聯盟官網（英语）
- 凱迪·拉蘭恩在西班牙篮球甲级联赛官網（球員）（西班牙语）
- 凱迪·拉蘭恩在TBLStat.net（英语）
- 凱迪·拉蘭恩在意大利篮球甲级联赛官網（意大利语）
- 凱迪·拉蘭恩在韓國籃球聯賽官網（英语）
- 凱迪·拉蘭恩在Basketball-Reference.com（NBA）（英语）
- 凱迪·拉蘭恩在Basketball-Reference.com（NBA G聯盟）（英语）
- 凱迪·拉蘭恩在Basketball-Reference.com（國際）（英语）
- 凱迪·拉蘭恩在Sports-Reference.com（NCAA）（英语）
- 凱迪·拉蘭恩在Eurobasket.com（球員）（英语）
- 凱迪·拉蘭恩在Proballers（英语）
- 凱迪·拉蘭恩在RealGM（球員）（英语）
- 凱迪·拉蘭恩在Flashscore（英语）